# Michael E. Uslan
Michael E. Uslan est un producteur de cinéma et scénariste de comics américain né le 15 décembre 1950 à Jersey City, au New Jersey. 

## Biographie
Michael E. Uslan a notamment produit Batman Begins, Constantine ou Batman Forever. Il a aussi écrit des épisodes de série télévisée en 1987.

## Créations
- Beowulf Dragonslayer : co-créateur, Ricardo Villamonte

## Filmographie
- 1982 : La Créature du marais de Wes Craven
- 1989 : La Créature du lagon : Le Retour de Jim Wynorski
- 1989 : Batman de Tim Burton
- 1990 : Swamp Thing: La série (série télévisée)
- 1992 : Inspecteur Poisson (série télévisée)
- 1992 : Batman, le défi de Tim Burton
- 1992 : Batman (série télévisée)
- 1993 : Harmful Intent (série télévisée)
- 1995 : Batman Forever de Joel Schumacher
- 1997 : Batman et Robin de Joel Schumacher
- 2005 : Batman Begins de Christopher Nolan
- 2008 : The Dark Knight : Le Chevalier noir de Christopher Nolan
- 2012 : The Dark Knight Rises de Christopher Nolan
- 2017 : Justice League Dark (vidéo) de Jay Oliva
- 2019 : Batman et les Tortues Ninja de Jake Castorena
- 2021 : Batman: The Long Halloween (vidéo) de Chris Palmer
- 2022 : The Batman de Matt Reeves
- 2022 : Batman and Superman: Battle of the Super Sons (vidéo) de Matt Peters
- 2023 : Batman: The Doom That Came to Gotham (vidéo) de Christopher Berkeley et Sam Liu